# Ola Månsson
Mats Ola Månsson, född 26 juni 1972 i Kävlinge, är en svensk handbollstränare och före detta handbollsspelare. Han är bosatt i Löddeköpinge, Skåne.

## Handbollskarriär
Parallellt med sin spelarkarriär inledde Ola Månsson sin tränarkarriär i moderklubben Kävlinge HK som tonåring. Efter att ha tränat klubblag i Kävlinge och även Skånes distriktslag fick han erbjudande om att träna Eslövs damer 2000. Strax efter att han kommit överens med Eslöv fick han även ett erbjudande från en norsk ligaklubb om ett proffskontrakt som spelare som han avböjde. Han avslutade istället sin spelarkarriär på elitnivå och fokuserade på en tränarkarriär.
Första året som tränare för Eslöv tog han laget till en SM-semifinal, det bästa resultat ett skånskt damlag presterat vid den tidpunkten. Semifinalen följdes av tre raka SM-finaler, med två SM-guld och ett SM-silver som facit. Året därpå flyttade Ola Månsson till Danmark där han tog upp Fox Team Nord till högsta serien. I laget fanns bland andra Lina och Alexandra Möller och Johanna Wiberg, spelare som han även tränat i Eslöv. Efter en ettårig sejour i Danmark återvände han till Sverige men denna gång till herrarnas elitserie och H43 Lund.
Efter tre framgångsrika säsonger i H43 Lund, med semifinalplatsen 2008 som främsta framgång, gick det betydligt tyngre säsongen därpå. Säsongen avslutades för Månssons del redan i december då han ersattes av Pelle Käll som tränare.
Istället blev det Eslöv igen i två säsonger med sikte mot en ny SM-final. 2011 tog han Eslöv till SM-final efter en hård semifinalserie där man slog ut ett favorittippat Lugi. I finalen pressade man giganterna IK Sävehof, men förlorade till slut matchen.
Säsongen 2011/2012 var han tillbaka i herrarnas elitserie, denna gång som assisterande tränare i IFK Kristianstad. Under höstsäsongen var Kenneth Andersson huvudtränare, men i slutet av februari tog Ola Lindgren över den rollen. Månsson fortsatte, men nu tillsammans med Lindgren, att leda laget som tog sig till en SM-final efter att ha slagit ut fjolårsfinalisten Guif i semifinalen. Det blev ytterligare en finalförlust för Månsson som valde att avböja ett nytt kontrakt med IFK Kristianstad till förmån för OV Helsingborg där han istället skulle bli huvudtränare.
2011 blev Ola Månsson utsedd till förbundskapten för det yngsta flicklandslaget, där tjejerna är födda 1996 och 1997. De spelade sina första landskamper i början av 2013 då de mötte Norge i en dubbellandskamp. I juli var det sedan dags för den första turneringen då ungdoms-OS gick av stapeln i Holland. Laget slutade på en femte plats efter seger i placeringsmatchen mot Ungern. I augusti samma år spelades UEM i Polen där Sverige i gruppspelet bland annat mötte Ryssland och förlorade med tio mål. Den förlusten följdes av idel segrar och avslutades med vinst i finalen mot just Ryssland. Resultatet blevv 26-24 och ett sensationellt EM-guld till laget, första EM-medaljen för ett svenskt kvinnligt ungdomslandslag i handboll någonsin. 
Månsson är sedan 2016 tränare för H65 Höör. Tre gånger har han blivit utsedd till Årets tränare i SHE, 2017/2018, 2019/2020 och 2022/2023.

## Främsta meriter
- Två SM-guld för damer med Eslöv säsong 2001/2002 och 2002/2003.[14]
- SM-guld för damer med H65 Höör säsongen 2016/2017[15]
- Förde säsongen 2004/2005 upp danska Fox Team Nord till högsta serien i Danmark. [14]
- SM-final med H65 Höör 2017/2018 och 2020/2021
- SM-semifinal med H43 Lund säsongen 07/08.[16]
- SM-final med IFK Kristianstad säsongen 11/12.[17]
- UEM-Guld med U17 Sverige (F96/97) 2013.[18]
- Brons i världsungdoms-OS med U18 Sverige (F96/97) 2014.[19]
- UEM-brons med U19 Sverige (F96/97) 2015.[20]

## Utmärkelser
- Årets idrottsskåning 2002, utsedd av Skånes idrottsförbund
- Årets tränare/ledare i Skåne 2011, utsedd av Skånes handbollförbund [21]
- Årets tränare i SHE 2017/2018, 2019/2020 och 2022/2023

## Privat
Ola Månssons söner Albert Månsson och Axel Månsson är också handbollsspelare, samt hans dotter Majken Månsson. Han är kusin med handbollsspelaren Anton Månsson.